# Système éducatif
« Système scolaire » redirige ici. Pour le sujet paronyme, voir Système solaire.
 (mai 2024).
Si vous disposez d'ouvrages ou d'articles de référence ou si vous connaissez des sites web de qualité traitant du thème abordé ici, merci de compléter l'article en donnant les références utiles à sa vérifiabilité et en les liant à la section « Notes et références ».
Les systèmes éducatifs ou systèmes d'éducation sont très variables dans l'espace et dans le temps, l'éducation étant parfois plus adaptée aux exigences socio-économiques des adultes (besoin de la main d'œuvre enfantine, travail des adultes et tout particulièrement des femmes…) qu'aux besoins des enfants. Cependant, on distingue des formules à peu près généralisées :
- l'éducation se concentre sur les enfants et ne concerne que marginalement les adultes ;
- pendant la petite enfance, l'éducation est prise en charge par la famille, où se fait l'apprentissage de la langue orale et des rudiments du savoir-vivre nécessaire à la vie sociale ;
- pendant l'enfance (à partir d'environ sept ans jusqu'à la puberté), prise en charge collective (au moins partiellement), pour l'apprentissage de rudiments légaux, religieux et culturels (dont, éventuellement, la langue écrite) ;
- pendant l'adolescence, spécialisation, par l'apprentissage chez un maître ou (non exclusif) collectivement.

## Systèmes éducatifs de différents pays

### Europe
L'Union européenne s'est engagée depuis 1999 dans le processus de Bologne qui a pour but de construire un espace européen de l'enseignement supérieur avant 2010. Il ne s'agit pas de mettre en place un système universitaire unique, mais de placer les systèmes nationaux diversifiés dans un cadre commun.
L'un des domaines de travail du Conseil de l'Europe depuis sa création en 1949 a été l'histoire et l'enseignement de l'histoire. Comme le souligne la Convention culturelle européenne de 1954, l'enseignement de l'histoire joue un rôle pour surmonter les différences et rassembler les peuples en favorisant la compréhension mutuelle et la confiance entre les peuples d’Europe.

#### Allemagne
En Allemagne, l'éducation est organisée au niveau des Länder. Ainsi aussi bien les désignations pour chaque type d'école que le contenu de ces termes se différencient de région en région.
L'État fédéral joue toutefois un rôle mineur, principalement dans le financement et la coopération internationale, par l'intermédiaire du ministère fédéral de l'Éducation et de la Recherche.

#### Belgique
Le système éducatif belge, tel qu'il est actuellement conçu, comporte un enseignement scolaire, l'instruction étant obligatoire de 5 à 18 ans.
Pour l'enseignement scolaire, l'organisation générale est le résultat de la paix scolaire coulée dans une loi votée le 29 mai 1959, le Pacte scolaire. Cette loi définit quelques grands principes du système éducatif belge :
- La liberté de choix d’instruction des enfants par les parents ;
- La fin des tensions entre réseaux ;
- La gratuité de l'enseignement public.

Le pouvoir fédéral est garant de cette paix scolaire mais l'organisation de tous les niveaux d'enseignement est assurée par les entités fédérées que sont les communautés, dont l'organisation dans chacune d'entre elles est largement similaire.
Le cursus scolaire belge est le suivant :
- Niveau maternel, de 2 ans et demi à 6 ans (obligatoire à partir de 5 ans depuis septembre 2020) ;
- Niveau primaire, de 6 ans à 12 ans (obligatoire) ; 1re primaire à 6e primaire. Certifications obligatoires ;
- Niveau secondaire, de 12 ans à 18 ans (obligatoire) ; 1re secondaire à 6e secondaire. Certifications obligatoires ;
- Enseignement supérieur.

Le Pacte scolaire ne s'applique pas à l'enseignement supérieur. Ce dernier s'intègre dans le processus de Bologne.

#### Danemark
(février 2011).
Si vous disposez d'ouvrages ou d'articles de référence ou si vous connaissez des sites web de qualité traitant du thème abordé ici, merci de compléter l'article en donnant les références utiles à sa vérifiabilité et en les liant à la section « Notes et références ».
Cet article fournit des informations sur le système éducatif au Danemark.

#### Estonie
Le système éducatif en Estonie est principalement dirigé par le Ministère de l'Éducation et de la Recherche.

#### Finlande
En 2012, le système éducatif en Finlande figure en 12e place dans les tests PISA. En 2009, la Finlande était troisième, ce qui lui avait valu l'attention du monde entier. Une réforme radicale était annoncée en avril 2015, pour enseigner par thème, avec une approche holistique, plutôt que par l'approche traditionnelle de sujets restreints comme les mathématiques, l'histoire, la géographie, etc,.
Cette réforme est une étape du système éducatif, afin de mieux s'adapter pour les défis d'avenir. Le système éducatif se divise en deux grands types de formations : les formations théoriques, dispensées par les écoles secondaires et supérieures et les universités, et les formations professionnelles dispensées par les écoles professionnelles.

#### France
Le système éducatif en France est principalement dirigé par le ministère de l'Éducation nationale et de la Jeunesse et le ministère de l'Enseignement supérieur et de la Recherche.
Depuis la loi pour une école de la confiance (aussi dite « réforme Blanquer ») de 2019, l'instruction est obligatoire en France de trois à seize ans, et la formation obligatoire de seize à dix-huit ans. Il peut dans ce cas s'agir d'une scolarisation, d'un apprentissage, d'une insertion professionnelle ou encore d'un service civique,. Ce système est divisé en trois grandes étapes successives : l'enseignement primaire (école maternelle et école élémentaire), l'enseignement secondaire (collège, lycées et certaines formations spécifiques) et l'enseignement supérieur (université, grandes écoles, formations spécifiques, etc.). Il existe environ 60 000 établissements scolaires. Les établissements privés représentent 17 % des élèves, dont 97 % sont sous contrat. Il est aussi possible de demander à ce qu'un enfant soit instruit en famille, pour un des motifs suivants : itinérance de la famille en France, pratique intensive sportive ou artistique, état de santé ou handicap de l'enfant, situation propre à l'enfant motivant un projet éducatif. Dans ce cas, un dossier de demande d'autorisation doit être déposé auprès de l'académie, qui donne une réponse motivée.
Les effectifs d'élèves et d'étudiants dépassent les 15 millions. Ainsi, environ un quart de la population française suit des études. En 2019, le coût de l'éducation représente 6,6 % du PIB de la France (7,6 % en 1995). Avec une part de 3,7 % de dépenses d’éducation primaires et secondaires dans le PIB, la France se situe au-dessus de la moyenne des pays de l’OCDE (3,4 %). Le coût annuel pour l'État d'un élève est en moyenne de 8 920 €, mais varie fortement selon le niveau d'étude. Pour un élève de primaire, il est de 7 000 €, contre plus de 11 530 € pour un étudiant en études supérieures.
Selon le Programme international pour le suivi des acquis des élèves (PISA), qui compare aussi des systèmes éducatifs dans le monde, les résultats du système éducatif français sont dans la moyenne de ceux des États membres de l'OCDE. En 2018, le score de compétences à l'écrit est de 480, contre 472 en moyenne pour les pays de l'OCDE. Il est de 495 pour les compétences en mathématiques contre 489 en moyenne pour les pays de l'OCDE.

#### Grèce
Le système éducatif en Grèce est organisé par le ministère de l'Éducation et des Cultes qui est chargé de la gestion de l'ensemble des moyens d'enseignement et de pédagogie du pays.
L'enseignement est obligatoire de 6 à 15 ans. L'année scolaire dure 175 jours, avec deux mois de vacances l'été, quinze jours à Noël et quinze jours à Pâques ; s'ajoutent les congés pour diverses fêtes chrétiennes et les deux fêtes nationales. Il n'y a jamais classe le samedi et rarement l'après-midi, ouvrant la possibilité de fréquenter les instituts privés pour des cours supplémentaires.
La mixité a été introduite progressivement depuis 1929 et est définitive depuis 1979. L'enseignement fonctionne encore beaucoup avec le système du « par cœur ».

#### Norvège
Le système éducatif norvégien fonctionne ainsi : chaque élève doit être scolarisé de 6 à 16 ans, soit pour une durée de 10 ans. 
1. Le jardin d'enfants n'est pas obligatoire, mais les communes sont tenues d'offrir des places à tout enfant de plus d'un an dont les parents le demandent.
2. L'école primaire (barneskole) dure 7 ans, de 6 à 13 ans.
3. L'école secondaire (ungdomskole) dure 3 ans, de 13 à 16 ans.

Après l'âge de 16 ans, on peut suivre l'enseignement dans un lycée (videregående skole) qui dure 2 ou 3 ans. Les élèves ont le choix entre plusieurs filières.
- Filières donnant accès à l'enseignement supérieur :

- Studiespesialiering : filières générales (realfag : filière scientifique, språk og samfunnsfag : langues et sciences sociales)
- Musikk, dans og drama : filière théâtre, musique et danse
- Idrettsfag : filière sport
- Filières professionnelles durant deux ans et ne donnant pas accès à l'enseignement supérieur :

- Bygg- og anleggsteknikk : filière bâtiment
- Design og håndverk : filière désign et travaux manuels
- Elektrofag : filière électricien
- Helse- og sosialfag : filière sanitaire et social
- Medier og kommunikasjon  : filière médias
- Naturbruk : filière secteur primaire (agriculture, etc.)
- Restaurant- og matfag : filière métiers de l'alimentation
- Service og samferdsel : filière services et communication
- Teknikk og industriell produksjon (TIP) : filière technique et production industrielle

#### Pays-Bas
Dans le système éducatif des Pays-Bas, l’école est obligatoire de 5 ans à 18 ans et les enfants commencent normalement à être scolarisés à partir de l’âge de 4 ans pour une durée totale d’au moins 13 ans. L’école primaire (basisschool) dure normalement 8 ans, soit de l’âge de 4 à 12 ans.
Au cours de la 8e année, les élèves de la vaste majorité des écoles passent le « Cito-toets » (de son nom complet « Cito Eindtoets Basisonderwijs »), destiné à indiquer quel type d’enseignement secondaire sera le plus approprié pour l’enfant.
Ce test n’est pas obligatoire et l’étudiant n’est pas obligé de suivre ses recommandations, mais le niveau VWO (nl) est sélectif et comporte des critères d’admissions minimaux et exige également une motivation suffisante de l’enfant, qui doit déjà choisir entre 3 types de cheminements de niveau secondaire :
- le VMBO (nl) — d’une durée de 4 ans et possiblement suivi du MBO (nl) (dont les élèves sortent en moyenne à 16 ans) ;
- le HAVO (nl) — d’une durée de 5 ans et suivi du HBO (nl) (la haute école) ou optionnellement du VWO (nl) (dont les élèves sortent en moyenne à 17 ans) ;
- le VWO (nl) — d’une durée de 6 ans et suivi de l’Université (dont les élèves sortent en moyenne à 18 ans).

Seul le parcours VWO (nl) (voorbereidend wetenschappelijk onderwijs) assure l’accès à l’université[Information douteuse], alors que le HAVO permet l’accès à la haute école ou de retourner compléter le cheminement VWO.

#### Pologne
L'éducation y est obligatoire pour les enfants entre 6  et   18 ans.
- Une année d'école maternelle (en polonais : przedszkole).

- Puis un passage au sein des huit classes que compte l'école primaire (en polonais : szkoła podstawowa), avec un examen final.

- Après cet examen primaire, quatre ou cinq ans en école secondaire (en) (en polonais : szkoła średnia), conclu par le passage du diplôme de maturité (en polonais : matura) , similaire au baccalauréat.

- Ensuite, il est possible de poursuivre au sein de l'enseignement supérieur, par exemple parmi les nombreuses universités que compte la Pologne.

L'administration du système scolaire polonais relève de la Commission de l'éducation nationale, fondée en 1773 et considérée comme le premier ministère de l'instruction publique en Europe.

#### Portugal
Au Portugal, l'instruction est obligatoire à partir de 6 ans et se termine quand l'élève atteint les 18 ans en 12e année de scolarité (12.º ano de escolaridade).
L'enseignement se divise en trois grandes parties : Ensino básico (enseignement dites "basique"/élémentaire), Ensino secundário (enseignement secondaire) et Ensino superior (enseignement supérieur).

#### Royaume-Uni
Le système scolaire au Royaume-Uni se caractérise par des différences notables entre les différents pays du Royaume-Uni (Angleterre, Pays de Galles, Écosse, Irlande du Nord) et le fait que le système est semi privé.
- Angleterre

Le système éducatif en Angleterre est assez proche des systèmes gallois et écossais. Il se place dans le cadre du système éducatif britannique, dont il abrite les centres d’enseignement supérieur les plus prestigieux : l’Université de Cambridge et l’Université d'Oxford.
- Écosse

Le système éducatif en Écosse est caractérisé par une longue tradition d'enseignement public ouvert à tous, ce qui différencie donc le système éducatif écossais de ceux des autres nations du Royaume-Uni.
De plus, l'éducation secondaire offre un grand nombre de matières scolaires contrairement à ceux anglais, gallois, et d'Irlande du Nord qui privilégient l'étude d'un petit nombre de matières, de manière plus approfondie.
En conséquence, la scolarité à l'université en Écosse dure généralement un an de plus (4 ans le plus souvent) que dans le reste du Royaume-Uni. Il est néanmoins possible d'entrer à l'université directement en deuxième année, sous réserve de réussir des examens d'entrée plus spécialisés. Fait unique, les ancient universities (anciennes universités) d'Écosse (Saint Andrews, Glasgow, Aberdeen, Édimbourg) délivrent un master spécial, le master en arts, premier diplôme universitaire en lettres.
La plupart des écoles sont laïques, mais il existe quelques écoles publiques catholiques, créées à la suite de la loi sur l'Éducation (1918). Les écoles catholiques sont financées et administrées par le gouvernement et l'administration écossais. Ces écoles ont des règles spécifiques ; en particulier le recrutement des directeurs et professeurs en religion doit être approuvé par l'Église catholique romaine en Écosse. Il existe également une école publique de confession judaïque.
Les diplômes du secondaire et du supérieur sont accrédités par l'administration écossaise et délivrés par les écoles, collèges, et autres centres. Le parlement écossais et le ministère de l'Éducation écossais ont le pouvoir sur l'éducation (à tous les niveaux).

#### Suède
Le système éducatif suédois fonctionne ainsi : chaque élève doit être scolarisé de 7 à 16 ans, soit pour une durée de 9 ans, de manière obligatoire. 
Après l'âge de 16 ans, on peut suivre l'enseignement dans une université. 

#### Ukraine
Le système éducatif ukrainien est dirigé par le ministère de l'Éducation et de la Science en Ukraine (Міністерство освіти і науки України) ; il accueille environ 10 millions d'élèves et étudiants et produit le quatrième plus grand nombre de diplômés universitaires en Europe.
L'accès à l'éducation est garanti par la constitution et le caractère obligatoire et gratuit est de mise dans l'éducation primaire et secondaire de base. La quasi-totalité de l'enseignement primaire et secondaire est public. L'Ukraine a un taux d'alphabétisation de 99,4 %.

### Afrique

#### Afrique du Sud
L'éducation en Afrique du Sud est régie par deux organes nationaux, à savoir le Département de l'éducation de base (DBE), qui est responsable des écoles primaires et secondaires, et le Département de l'enseignement supérieur et de la formation (DHET), qui est responsable de l'enseignement supérieur et professionnel. Avant 2009, ces deux départements étaient représentés par un seul ministère de l'Éducation.
Le département DBE s'occupe des écoles publiques, des écoles privées (également désignées par le département comme des écoles indépendantes), des centres de développement de la petite enfance (ECD) et des écoles à besoins spéciaux. Les écoles publiques et les écoles privées sont collectivement connues sous le nom d'écoles ordinaires, qui représentent environ 97% des écoles en Afrique du Sud.
Le DHET s'occupe des collèges d'enseignement et de formation complémentaires (FET) désormais connus sous le nom de collèges d'enseignement et de formation techniques et professionnels (EFTP), des centres d'éducation et de formation de base pour adultes (ABET) et des établissements d'enseignement supérieur (HE).
Les neuf provinces d'Afrique du Sud ont également leurs propres départements de l'éducation qui sont chargés de mettre en œuvre les politiques du « ministère » («Department») et de traiter les problèmes locaux.
En 2010, le système d'éducation de base comprenait 12 644 208 apprenants, 30 586 écoles et 439 394 enseignants. En 2009, le système d'enseignement supérieur et de formation comprenait 837 779 étudiants dans les établissements d'enseignement supérieur, 420 475 étudiants dans les établissements FET contrôlés par l'État et 297 900 dans les centres ABET contrôlés par l'État.
En 2013, le gouvernement sud-africain a consacré 21 % du budget national à l'éducation, dont environ 10 % est destiné à l'enseignement supérieur.

#### Algérie
Le système éducatif algérien assure la prise en charge de l'instruction des Algériens. Il est piloté par le ministère de l'Éducation nationale. La Constitution algérienne garantit le droit à l’enseignement pour tous. L’évolution du système éducatif algérien est passée par trois périodes depuis 1962 : une politique de récupération du système colonial puis des réformes pour affirmer l’indépendance et confirmer le pouvoir national et enfin une politique de gestion des flux.
Le système éducatif algérien est divisé en plusieurs niveaux : préparatoire, primaire, moyen (qui avant 2007 étaient regroupés sous le nom de "fondamental"), secondaire, professionnel et enfin l'enseignement supérieur. Il faut prendre également en compte la formation continue qui est assurée par l'université de la formation continue.

#### Angola
En Angola, le système éducatif compte six ans d'enseignement obligatoire, en vertu de la loi angolaise sur l'éducation (13/01) du 31 décembre 2001 . L'alphabétisation des adultes continue d'être faible, mais les chiffres du gouvernement et d'autres sources sont contradictoires. Les besoins en matière d'alphabétisation et d'éducation sont difficiles à évaluer. Selon les estimations de 2015, le taux d'alphabétisation en Angola est de 71,1% (82% pour les hommes et 60,7% pour les femmes) . Le système universitaire se développe au début du vingt-et-unième siècle.

#### Bénin
Le Bénin dispose d'une offre et d'une qualité des services d’enseignement primaire très variables selon les secteurs géographiques (plus faible dans les zones pauvres rurales). Il souffre d'un manque de structures d'accueil et d'un problème d'absentéisme (ou de grève) et de qualification des enseignants (- de 20 % des enseignants ont eux-mêmes reçu une formation pédagogique).
En 2013, le Bénin comptait 1 700 000 élèves dans l’enseignement primaire.
Le taux d'alphabétisation est de 49 %.
22 % des dépenses de l’État ont été consacrées à l’éducation en 2013, soit 5 % du PIB. En 2014, lors de la Conférence de reconstitution des ressources du GPE, le gouvernement du Bénin s’est engagé à maintenir les dépenses d’éducation à 27 % (dont 50 % destinées à l’enseignement primaire) entre 2014 et 2018. En 2015, les dépenses publiques s'élevaient à 4,4 % du PIB, selon l'Institut de statistique de l'Unesco.

#### Burkina Faso
L'éducation au Burkina Faso, ou système éducatif burkinabè, concerne l'ensemble des institutions publiques et privées du Burkina Faso ayant pour fonction d'assurer et de développer le système éducatif sur l'ensemble du territoire national.
Le système éducatif burkinabé est divisé en trois niveaux :
1. l'éducation de base, qui se présente sous deux aspects :
  - l'éducation de base formelle : préscolaire (de 3 à 6 ans), primaire (de 6 à 12 ans) et post-primaire (de 12 à 16 ans),
  - l'éducation de base non formelle : pour jeunes et adolescents (de 9 à 15 ans) ou pour grands adolescents et adultes (au-delà de 15 ans : alphabétisation) ;
2. l'enseignement secondaire : général, technique ou professionnel ;
3. l'enseignement supérieur, dispensé par les universités, instituts et grandes écoles

#### Cameroun
Le système éducatif au Cameroun est régi par la loi numéro 98/004 du 14 avril 1998, il comporte trois types d'enseignements : enseignement de base, enseignement secondaire et enseignement supérieur. La particularité du système éducatif au Cameroun est le bilinguisme. En effet, on peut étudier en français et en anglais et obtenir des diplômes équivalents. L'éducation au Cameroun est encadré par deux principaux types d'enseignement :
- l'enseignement public: qui relève du domaine de l'État ;
- l'enseignement privé : constitué du privé (laïc et confessionnel).

#### République centrafricaine
L'éducation en Centrafrique, ou système éducatif de la République Centrafricaine, concerne l'ensemble des institutions publiques et privées de Centrafrique ayant pour fonction d'assurer et de développer le système éducatif sur l'ensemble du territoire du pays.

#### Comores
L'éducation aux Comores, ou système éducatif comorien, décrit l'ensemble des institutions publiques et privées des Comores ayant pour fonction d'assurer et de développer l'éducation dans l'ensemble du pays.

#### République du Congo
Le système éducatif en république du Congo est organisé en trois cycles : primaire, secondaire (collège et lycée), et supérieur.

#### Égypte
L'éducation en Égypte concerne l'ensemble des institutions publiques et privées d'Égypte ayant pour fonction d'assurer et de développer l'éducation sur l'ensemble du territoire du pays.

#### Érythrée
Le Système éducatif en Érythrée est repose sur une éducation officiellement obligatoire de 6 à 16 ans. À la suite de l'indépendance de l'Érythrée en 1993, le Front populaire de libération de l'Érythrée qui est à la tête du pays, souhaite développer l'éducation en la rendant accessible à tous. La constitution garantit donc une éducation gratuite, obligatoire pour tous. Le système éducatif érythréen encourage aussi le multilinguisme en enseignant les langues maternelles même minoritaires. Cependant dans l'enseignement supérieur le tigrigna et l'anglais sont beaucoup plus présents que les autres langues.   

#### Éthiopie
Le système éducatif en Éthiopie a été dominé pendant de nombreux siècles par l'église éthiopienne orthodoxe, jusqu'à ce que l'éducation laïque soit adoptée au début des années 1900. 
Les élites, composées essentiellement des chrétiens et de la population Amhara, avaient le plus de privilèges jusqu'en 1974, date à partir de laquelle le gouvernement a cherché à atteindre les zones rurales. Le système éducatif actuel suit une évolution très semblable à celle du système mis en place dans les secteurs ruraux durant les années 1980 marqué par une forte régionalisation qui se caractérisait notamment par le fait que les cours se faisaient dans la langue régionale.

#### Gabon
L'éducation au Gabon, ou système éducatif gabonais, concerne l'ensemble des institutions publiques et privées du Gabon ayant pour fonction d'assurer et de développer le système éducatif sur l'ensemble du territoire du pays.
Le système scolaire gabonais est en majorité public, laïc, gratuit et il est obligatoire de l'âge de trois ans jusqu'à seize ans.

#### Ghana
L'éducation au Ghana, ou système éducatif ghanéen, concerne l'ensemble des institutions publiques et privées du Ghana, ayant pour fonction d'assurer et de développer l'éducation sur l'ensemble de son territoire.

#### Guinée
L'éducation en Guinée, ou système éducatif guinéen, concerne l'ensemble des institutions publiques et privées de Guinée ayant pour fonction d'assurer et de développer l'éducation sur l'ensemble du territoire national.

#### Kenya
Le système éducatif kényan est d'application dans les établissements scolaires publics depuis la rentrée scolaire de janvier 1985. Il est basé sur un cycle de 8-4-4 débutant à l'âge de six ans.
- huit ans d'enseignement primaire (primary school)
- quatre ans d'enseignement secondaire (high school)
- quatre ans d'enseignement supérieur (middle level college ou university college ou university).

Cependant, certaines écoles internationales emploient le système éducatif britannique pour les enfants âgés entre 2 et 18 ans.

#### Madagascar
L'éducation à Madagascar, ou système éducatif malgache, concerne l'ensemble des institutions publiques et privées de Madagascar ayant pour fonction d'assurer et de développer le système éducatif sur l'ensemble du territoire national.

#### Mali
(décembre 2021).
Le système éducatif malien, dont les objectifs ont été définis sous la présidence de Modibo Keïta, a connu une profonde évolution depuis le début des années 2000 avec l’augmentation de la scolarisation des enfants. Le taux brut de scolarisation en 2001/2002 était de 64,5 % (75 % pour les garçons, 54 % pour les filles).
Malgré une politique faisant appel au secteur privé et une implication importante des ONG, le système éducatif malien reste confronté à de nombreuses difficultés : retard dans la scolarisation des filles, manque de moyens (infrastructures, manuels scolaires, personnel) dû notamment aux restrictions budgétaires imposées par les institutions internationales, classes surchargées, abandons fréquents.
À côté du système classique se développent d’autres formes de scolarisation comme les clos d’enfants pour les plus jeunes ou les médersas.

#### Mauritanie
L'éducation en Mauritanie, ou système éducatif mauritanien, concerne l'ensemble des institutions publiques et privées de la République islamique de Mauritanie ayant pour fonction d'assurer et de développer le système éducatif sur l'ensemble du territoire du pays.

#### Maroc
Le système éducatif marocain est caractérisé par la cohabitation du système public et privé et de l'enseignement francophone et arabophone.
Le système public est géré par le ministère de l’Éducation nationale du royaume du Maroc alors que les systèmes privés sont gérés par des entreprises privées ou par des structures étrangères d'enseignement, publiques ou mixtes, comme l'Agence pour l’enseignement français à l’étranger (AEFE). Le réseau de l'enseignement catholique au sein du royaume du Maroc est placé sous la responsabilité de l'archevêque de Rabat .
Les taux brut de scolarisation et taux de d’achèvement du primaire des Marocains n'ont cessé d'augmenter régulièrement à tous les niveaux,. Le taux d'alphabétisation des adultes marocains atteignait 78 % en 2020 contre 52 % en 2004.
Le système éducatif marocain, se divise en plusieurs niveaux : la maternelle principalement en établissements privés dès 4 ans, le primaire, le secondaire et l'enseignement supérieur avec les universités et les écoles privées supérieures. L'enseignement s'y fait en arabe et en français dès la 2e année du primaire. Le Maroc intègre à ses modules d'enseignement des cours de religion islamique, l'État et le religieux allant de pair.

#### Niger
L'éducation au Niger, ou système éducatif nigérien, concerne l'ensemble des institutions publiques et privées du Niger ayant pour fonction d'assurer et de développer le système éducatif sur l'ensemble du territoire du pays.

#### Rwanda
L'éducation au Rwanda, ou système éducatif rwandais, concerne l'ensemble des institutions publiques et privées du Rwanda ayant pour fonction d'assurer et de développer le système éducatif dans le pays.

#### Sénégal
L'éducation reste un objectif de première importance pour les gouvernements successifs, car la population est extrêmement jeune.

#### Soudan du Sud
(avril 2012).
Si vous disposez d'ouvrages ou d'articles de référence ou si vous connaissez des sites web de qualité traitant du thème abordé ici, merci de compléter l'article en donnant les références utiles à sa vérifiabilité et en les liant à la section « Notes et références ».
 (avril 2012).
- Si vous ne connaissez pas le sujet, laissez ce bandeau (vous pouvez alors contacter les auteurs).
- Si vous supprimez le contenu mis en cause (vous pouvez préalablement contacter les auteurs),

argumentez précisément cette suppression dans la page de discussion
(un manque de référence n'est pas un argument ; une recherche réelle de référence doit avoir été effectuée, être formellement documentée).

#### Tchad
(novembre 2017).
Si vous disposez d'ouvrages ou d'articles de référence ou si vous connaissez des sites web de qualité traitant du thème abordé ici, merci de compléter l'article en donnant les références utiles à sa vérifiabilité et en les liant à la section « Notes et références ».
Le système éducatif au Tchad, pays francophone d'Afrique centrale, est organisé comme suit : 
- Éducation fondamentale ou de base
  - De la maternelle  au cours moyen 2
- Éducation moyenne
  - De la 6e en 3e
- Éducation secondaire
  - De la 2de en terminale
- Éducation professionnelle
  - Écoles professionnelles, centres techniques
- Éducation supérieure
  - Universités, instituts et grandes écoles

#### Togo
L'éducation au Togo, ou système éducatif togolais, concerne l'ensemble des institutions publiques et privées du Togo ayant pour fonction d'assurer et de développer l'éducation sur l'ensemble du territoire du pays.

### Asie

#### Afghanistan
(mars 2022).

#### Arabie saoudite
Le système éducatif saoudien, à la fondation de l’Arabie saoudite en 1932 était limité à un petit nombre d'écoles islamiques. Contemporainement, tous les niveaux de l'éducation sont ouverts à tous les citoyens du pays.

#### Cambodge
Le système éducatif au Cambodge est l'organisation de l'enseignement primaire et secondaire au Cambodge. Il désigne l'ensemble des cours dispensés, dans des établissements de type différent, qui commencent par l'apprentissage de la lecture et du calcul et se terminent soit par l'entrée dans la vie active après, dans le meilleur des cas, une formation professionnelle, soit par l'accès à l'enseignement supérieur.
Son histoire, au cours de la seconde moitié du XXe siècle, hormis les quelques années plutôt favorables qui ont suivi l'accession de ce pays à l'indépendance, sera largement affectée et ce, pendant trois décennies, par un climat quasi permanent d'affrontements violents, d'insécurité et d'instabilité politique dont une période d'horreur absolue générée par l'idéologie mortifère des khmers rouges (1975-1979).
Le 28 avril 2000, 164 pays dont le Cambodge, conscients du fait que la formation constitue bien un facteur déterminant du développement social et humain, se réunissent à Dakar et confirment leur engagement à réaliser l'éducation pour tous en 2015 au plus tard. Six objectifs clés relevant du domaine éducatif sont définis dont ceux d'universaliser l'enseignement primaire et de réduire massivement l'analphabétisation.

#### Chine
Le système éducatif en république populaire de Chine (chinois simplifié : 中国教育体系) est géré par le ministère de l'Éducation.
Tout citoyen a l'obligation d'aller à l'école sur une durée minimale de neuf ans (instruction théoriquement gratuite et obligatoire de neuf ans mise en place par le gouvernement). De manière générale, la scolarité est donc obligatoire de 6 à 15 ans. En réalité, du fait de dotations budgétaires disparates entre zones rurales et zones urbaines, et d'une forte décentralisation dans la gestion de ces budgets, l'éducation primaire est le parent pauvre de l'éducation en Chine. Dans les zones rurales, il est fréquent que les parents payent pour assurer les salaires des enseignants.
Avant la création de la république populaire de Chine, l'éducation n'était disponible de fait que pour les notables, néanmoins l'accès à la fonction de mandarin était ouverte à tous. L'accession au pouvoir du Parti communiste chinois en 1949 entraîna une modification profonde de l'ensemble du système éducatif.
Dans la Chine, l'éducation n'était disponible que pour les familles aisées. Cependant, l'accession au pouvoir du Parti communiste chinois en 1949 apporta des décennies de révolution dans le système scolaire. Aujourd'hui, le gouvernement s'oriente vers une éducation primaire universelle et vers la formation de la main d'œuvre.

#### Corée du Nord
Le système éducatif en Corée du Nord est fortement centralisé et sous le contrôle de l'État.
L'enseignement est gratuit et obligatoire en Corée du Nord pendant onze années, de 6 à 17 ans, et est sanctionné par l'obtention d'un diplôme de fin d'études secondaires. Selon les données officielles et d'autres sources extérieures le taux d'alphabétisation (99 %) est aussi élevé qu'en Europe et en Amérique du Nord.
Les matières de base de l'enseignement sont le coréen, les mathématiques, le sport, le dessin, la musique, les sciences, ainsi que l'étude des idées du juche, la pensée de Kim Il Sung, fortement valorisée.
Les élèves nord-coréens portent un uniforme composé d'un pantalon bleu, d'une chemise blanche et d'un foulard rouge, et doivent se présenter ainsi le matin dans la cour des écoles pour réciter un serment de fidélité à Kim Jong-Un, lui jurant « fidélité jusqu'à la mort ».
Deux langues étrangères sont étudiées au cours de l'enseignement secondaire (principalement, le russe ou l'anglais en première langue, auxquels s'ajoutent notamment le japonais et le mandarin en seconde langue). L'institut des langues étrangères de Pyongyang dispense également des cours de français, espagnol, allemand et arabe.
La principale université du pays est l'université Kim Il-sung. Les 280 établissements d'enseignement supérieur du pays accueillent 300 000 étudiants. À partir des années 1960 des étudiants étrangers ont été accueillis (notamment maliens, angolais, vietnamiens, russes et ressortissants d'Europe de l'Est).

#### Corée du Sud
En Corée du Sud, le système éducatif est probablement le plus élitiste au monde. Après une journée de cours, la plupart des élèves prennent plusieurs heures de cours particuliers dans d'autres écoles, et rentrent tard le soir. À la fin du lycée, les élèves passent le fameux concours final, autrement appelé le Suneung.

#### Inde
Le taux d'alphabétisation en 2011 est de 73% (le taux masculin étant de 81% et le taux féminin de 65%). La Commission nationale des statistiques estime le taux d'alphabétisation à 77,7 % en 2017-2018, avec 84,7 % pour les hommes et 70,3 % pour les femmes. Or, en 1981, les taux respectifs sont de 41 %, 53 % et 29 % et en  1951, les taux sont de 18 %, 27 % et 9 %. Le système éducatif amélioré de l'Inde est souvent cité comme l'un des principaux contributeurs à son développement économique. Une partie non négligeable des progrès, notamment ceux de l'enseignement supérieur ou de la recherche ,est attribuée à diverses institutions publiques. Depuis 2010, le nombre d'inscriptions dans l'enseignement supérieur augmente pour atteindre un taux brut de scolarisation (TBS) de 26,3% en 2019. Pourtant, le défi d'atteindre le taux d'inscription dans l'enseignement supérieur des pays développés se pose  : le relever doit permettre de récolter un dividende démographique de la population indienne jeune.
Le manque de ressources et les absences des enseignants dans l'école publique peut conduire à la valorisation des écoles privées. Ces dernières peuvent être reconnues par le gouvernement indien. Cette « reconnaissance » est un sceau d'approbation officiel pour lequel une école privée doit remplir plusieurs de conditions (même si, dans la pratique, les écoles reconnues ne remplissent pas tous les critères). L'émergence d'écoles primaires non reconnues suggère que la reconnaissance du gouvernement n'est pas considérée comme un gage de qualité par écoles et parents.
Aux niveaux primaire et secondaire, l'Inde dispose d'un vaste système d'écoles privées qui complète les écoles publiques, 29% des élèves recevant un enseignement privé dans le groupe d'âge 6 à 14 ans. Sont aussi privées certaines écoles techniques supérieures. Le marché de l'enseignement privé en Inde produit un chiffre d'affaires de 450 USD millions de dollars en 2008, mais doit atteindre 40 USD milliards.
Selon le rapport annuel sur l'état de l'éducation de 2012, 96,5% de tous les enfants ruraux âgés de 6 à 14 ans sont inscrits à l'école durant cette année. Cette enquête annuelle est la quatrième à signaler un taux de scolarisation supérieur à 96 %. De 2007 à 2014, l'Inde maintient un taux de scolarisation moyen de 95% pour les étudiants de ce groupe d'âge. Par conséquent, le nombre d'étudiants du groupe d'âge 6-14 qui ne sont pas inscrits à l'école tombe à 2,8% au cours de l'année scolaire 2018 (ASER 2018). D'après un rapport de 2013, 229 millions d'étudiants sont inscrits dans différentes écoles urbaines et rurales accréditées de l'Inde, de la classe 1 à 12, ce qui représente une augmentation de 2,3 millions d'étudiants par rapport au nombre total d'inscriptions en 2002, et une augmentation de 19 % du nombre de filles inscrites. Depuis 2000, la Banque mondiale consacre plus de 2 $ milliards à l'éducation en Inde. Bien que, quantitativement, l'éducation en Inde se rapproche de celle des pays développés, la qualité de l'enseignement est remise en cause, notamment parce que 25 % des enseignants sont absents chaque jour . Alors que plus de 95 % des enfants fréquentent l'école primaire, seuls 40 % des adolescents indiens fréquentent l'école secondaire (de la 9e à la 12e année). Les États indiens introduisent des tests et un système d'évaluation de l'éducation pour identifier et améliorer ces écoles.
En Inde, les écoles privées sont réglementées dans tous les aspects de leur fonctionnement : il doit s'agir d'organisations à but non lucratif pour gérer tout établissement d'enseignement accrédité. Par conséquent, la différenciation des écoles publiques et des écoles privées peut être trompeuse. Cependant, dans un rapport de Geeta Gandhi Kingdon intitulé : La vidange des écoles publiques et la croissance des écoles privées en Inde, il est écrit que pour une politique éducative sensée, il est essentiel de prendre en compte les tendances changeantes de la taille des écoles privées et les secteurs de l'enseignement public en Inde. Ignorer ces tendances implique un risque de mauvaises politiques ou législation, avec les conséquences négatives qui en découlent pour l'avenir des enfants.
En janvier 2019, l'Inde compte plus de 900 universités et 40 000 collèges. Dans le système d'enseignement supérieur de l'Inde, un nombre important de sièges sont réservés en vertu des politiques d'action positive pour les castes et tribus répertoriées, historiquement défavorisées et Other Backward Classes. Dans les universités, les collèges et les institutions similaires affiliées au gouvernement fédéral, un maximum de 50% de réserves est applicable à ces groupes défavorisés, au niveau de l'État, ce pourcentage varie. Le Maharashtra a 73% de réservations en 2014, ce qui est le pourcentage le plus élevé de réservations en Inde,,,.

#### Japon
Le système éducatif japonais est très proche du modèle anglo-saxon. Contrairement à l'Allemagne et dans une moindre mesure à la France, il n'y a pas d'orientation avant l'entrée en université. Le système universitaire étant très élitiste, les écoliers travaillent dur depuis l'école maternelle jusqu'à l'entrée en université. Beaucoup d'écoles maternelles recrutent même sur concours, les questions étant bien sûr adaptées à l'âge des enfants (concernant les formes, les couleurs et des connaissances simples sur la nature). De plus, les cours du soir (塾, juku) sont presque une règle pour les lycéens. Le lycée ne se termine non pas par un examen mais par les concours d'entrée en université.

#### Jordanie
L'éducation en Jordanie joue un rôle central dans la vie et la culture de la société jordanienne. 
L'efficacité du système éducatif a contribué largement à positionner la Jordanie parmi les états développés. Les dépenses d'éducation en Jordanie ont représenté environ 13,5 % du PIB pour l'année 2003,.
La Jordanie ayant le plus grand taux de chercheurs dans le domaine de la recherche et du développement par million d'habitants parmi les 57 pays membres de l'Organisation de la coopération islamique (OCI), elle a l'un des taux les plus élevés du monde avec 8 060 chercheurs par million d'habitants, alors que la moyenne mondiale est de 2 532 et la moyenne en Union européenne s'élève à 6 494, tandis que la moyenne dans les pays membres de l'OCI est de 649 chercheurs. Le taux d'alphabétisation des femmes âgée (65 ans et plus) est parmi les taux les plus élevés du Moyen-Orient et d'Afrique du Nord et se classe en 10e rang mondialement. D'une façon générale le taux d'alphabétisation global chez les Jordaniennes adultes (15 ans et plus) est de l'ordre de 97.4 % en 2012.

#### Kirghizistan
Le système éducatif kirghiz est obligatoire de 6 à 15 ans, soit durant 9 années. Après quatre années d'école élémentaire et cinq années d'enseignement secondaire, l'équivalent du collège, le système propose deux années dans l'équivalent d'un lycée, ou d'une école secondaire spécialisée ou d'une formation professionnelle ou technique.
Le ministère de l'Éducation et des Sciences est chargé de l'éducation au Kirghizistan. Des restrictions budgétaires qui ont réduit les salaires des professeurs et la disponibilité des équipements s'est répercutée de façon disproportionnée en réduisant le nombre d'écolières et d'étudiantes.

#### Liban
(octobre 2013).
Si vous disposez d'ouvrages ou d'articles de référence ou si vous connaissez des sites web de qualité traitant du thème abordé ici, merci de compléter l'article en donnant les références utiles à sa vérifiabilité et en les liant à la section « Notes et références ».
L’éducation au Liban est inspirée du système napoléonien (baccalauréat français) : au Liban, le baccalauréat est nécessaire pour faire des études universitaires. Néanmoins comme dans tous les pays francophones le bac français peut être présenté à la place du libanais. Un accord France-Liban fait en 1943 après l’indépendance du Liban, proclame la mutuelle reconnaissance des diplômes.
En 1970, à la création de l'Organisation internationale de la francophonie (OIF), le Liban en est membre et un accord avec tous les membres fut signé pour la reconnaissance des diplômes francophones dans les pays membres de l’organisation.

#### Macao
L' éducation à Macao est réglementée et coordonnée par le gouvernement, à travers, dans le cas de l'éducation secondaire et primaire la Direction des services d'éducation et de jeunesse et pour l'enseignement supérieur, la Direction de services de l'enseignement supérieur (créé en 2019), tous deux étant des organismes publics et dépendant du Secrétariat aux affaires sociales et à la culture.

#### Ouzbékistan
Le système éducatif ouzbek est composé de douze années d'enseignement primaire et secondaire obligatoire, commençant à l'âge de six ans. Cela comprend quatre années d'école primaire et deux cycles d'enseignement secondaire, durant respectivement cinq et trois ans. Le taux de fréquentation de ces niveaux est élevé, bien que ces chiffres soient significativement inférieurs dans les zones rurales. L'inscription à l'école maternelle a diminué significativement depuis 1991.
Le taux d'alphabétisation officiel est de 99 %. Toutefois, durant l'ère post-soviétique, les standards de l'éducation ont chuté. Le financement et la formation n'ont pas été suffisants pour effectivement instruire la part jeune et grandissante de la population. Entre 1992 et 2004, les dépenses du gouvernement dans l'éducation ont chuté de 12 % à 6,3 % du produit intérieur brut. En 2006, la part de l'éducation dans le budget a augmenté pour atteindre 8,1 %. Le manque de soutien du budget a été davantage perceptible dans le primaire et le secondaire, car le gouvernement continuait de subventionner les étudiants d'université.
Entre 1992 et 2001, la fréquentation des universités a chuté de 19 % à 6,4 % dans la tranche d'âge concernée par l'enseignement supérieur. Les trois plus grands établissements d'enseignement supérieur d'Ouzbékistan parmi les 63 sont situés à Noukous, Samarcande et Tachkent. Tous les trois sont financés par l'État. Les écoles privés ont été interdites depuis la création d'écoles islamiques fondamentalistes wahhabites au début des années 1990, entraînant une répression sévère du gouvernement. Toutefois, en 1999, l'université islamique de Tachkent soutenue par le gouvernement a été fondée pour enseigner l'islam.
Parmi les établissements d'enseignement supérieur, ceux qui sont le mieux évalués à l'échelle nationale sont l'institut de finance de Tachkent et l'université internationale de Westminster à Tachkent. La première a été établie à l'initiative du premier président de l'Ouzbékistan en 1991. Plus tard, en 2002, en collaboration avec l'université de Westminster et de l'UMID, la fondation du président de la république d'Ouzbékistan, l'université internationale de Westminster à Tachkent a été créée. Actuellement, ces deux universités sont considérées comme les meilleures aussi bien en Ouzbékistan que dans les autres pays d'Asie centrale.
En 2007, l'association bancaire d'Ouzbékistan (UBA) a lancé un projet conjoint avec l'Institut de gestion du développement de Singapour, et a créé l'Institut de gestion du développement de Singapour à Tachkent (MDIST).

#### Pakistan
Le système éducatif pakistanais est marqué par l'héritage britannique. Il est mis en place par le ministre fédéral de l’Éducation et par les quatre gouvernements provinciaux. L'article 25-A de la Constitution oblige l’État d'offrir une éducation gratuite et obligatoire pour les enfants âgés de 5 à 16 ans.   
Le système est divisé en cinq niveaux : l'enseignement primaire comprend les cinq premières années, le collège (middle school) de la sixième à la huitième année d'étude, le lycée (high school) les neuvièmes et dixièmes années, puis (intermediate) de la onzième à la treizième année. Ensuite les élèves atteignent l'enseignement supérieur (université) menant au cycle prégradué (undergraduate) puis au cycle avancé (graduate school).

#### Russie
Le système éducatif russe dépend principalement de l’État et l’éducation en Russie est contrôlée par le Ministère de l'enseignement et de la science. Les autorités locales réglementent l'éducation dans le cadre des lois fédérales. Le droit à l'instruction est garanti par l'article 43 de la Constitution.
Depuis le système soviétique, l'instruction est obligatoire et gratuite de 7 ans à 16 ans.
En 2004, les dépenses de l'État pour l'éducation s'élevaient à 3,6 % du PIB, soit 13 % du budget de l'État, et les établissements privés représentent 1 % de pré-inscription à l'école et 0,5 % du taux de scolarisation primaire.

#### Singapour
L’enseignement à Singapour est connu pour être un des plus performants du monde. Le système d’éducation de la Cité-État a vécu plusieurs réformes depuis sa déclaration d’indépendance en 1965, puisque ce dernier est étroitement lié à l’économie. Pour relancer Singapour, le gouvernement a priorisé l’efficacité de son système éducatif pour mieux faire face aux défis économiques. Ce système « efficace » est basé sur l’apprentissage par cœur, le suivi et l’orientation des étudiants ainsi que la capacité à se conformer aux exigences. Cette politique élitiste s'explique par le fait que Singapour a pour seule ressource naturelle l'intelligence de ses habitants.
En 2012, le système d’éducation de Singapour a gagné le premier rang général au Programme international pour le suivi des acquis des élèves (PISA), et en 2009 il était au 5e rang. Depuis les années 1980, l’état de Singapour a obtenu des rangs élevés dans les évaluations et championnats internationaux comme Trends in International Mathematics and Science Study (TIMSS) et the Progress in International Reading Literacy Study (PIRLS).

#### Syrie
L'éducation en Syrie possède un système scolaire renforcé depuis 2000, notamment avec l’augmentation du budget consacré à l'éducation par le gouvernement syrien. En 2002, l'enseignement élémentaire et primaire ont été réunis en une seule étape de l'enseignement de base. L'enseignement est gratuit et obligatoire de la première à la neuvième année scolaire.
Ainsi, l'enseignement est obligatoire de 7 à 15 ans. La langue d'enseignement principale en République Arabe Syrienne est  l'arabe. À partir de la première année, les jeunes étudiants apprennent l'anglais. Le français est enseigné à partir de la septième année, en tant que langue secondaire principale.
Selon un recensement en 2007, trois catégories d'écoles sont observables: publiques (98 %), privées (1.8 %) et écoles de l'Office de secours et de travaux des Nations unies pour les jeunes réfugiés (0.2 %). 
La même année, on compte environ 8 millions d'étudiants dans le système éducatif syrien: 4 millions dans l'enseignement de base, 1,4 million dans le secondaire et 2,3 millions dans l'enseignement supérieur. Avec le taux de croissance de la population d'âge scolaire de l'époque, on estimait que le système éducatif syrien devrait accueillir environ 1 million d'élèves supplémentaires dans l'enseignement de base et secondaire d'ici 2015.
La structure du système scolaire en Syrie est divisé en trois niveaux d'enseignement de base et secondaire :
- 1re à 6e année : niveau d'enseignement primaire. De la 1er à la 4e année, il est appelé le "premier anneau" (en arabe : حلقة أولى ; Halaka oula), tandis que la 5 et la  6e année sont appelés "second anneau" ( en arabe : حلقة ثانية ; halaka thanie )
- 7 à 9e année: niveau d'éducation pré-secondaire (en arabe : تعليم إعدادي ; taelim 'edady )
- 10 à la 12e année: niveau d'enseignement secondaire supérieur ( en arabe : تعليم ثانوي ; taelim thanawi ), qui est l'équivalent du lycée.

#### Tibet
L'éducation au Tibet remonte au VIIe siècle et au roi Songtsen Gampo, sous le règne duquel l'écriture tibétaine fut introduite. 
Selon Daniel Perdue, un spécialiste des religions, si en 1959 quasiment tous les moines (un tiers des hommes) et toutes les nonnes (un quart des femmes) savaient au moins lire et écrire, quasiment tous les autres Tibétains de l'époque étaient analphabètes. Pourtant, selon Frédérick O'Connor, un officier britannique ayant vécu au Tibet dans les années 1900, le nombre de gens du peuple sachant lire et écrire était surprenant, le chef de chaque village et au moins un ou deux membres de chaque famille étaient relativement instruits. Tous les moines étaient alphabétisés, de même que les enfants des familles nobles. La majorité des villes comportaient des écoles ouvertes à tous pour une somme modique, et Lhassa en comportait plus de vingt.
Au début du XXe siècle, le gouvernement tibétain lui-même, sous la direction du 13e dalaï-lama, a fait un certain nombre de tentatives éphémères de mettre sur pied un système d'éducation séculier moderne au Tibet, en envoyant 4 jeunes Tibétains en Angleterre en 1912 et en ouvrant une école anglaise en 1923.
La Chine instaurera au Tibet un système éducatif laïque à partir des années 1950. Selon Michael Harris Goodman, les habitants de Lhassa constatèrent que les écoles primaires chinoises nouvellement ouvertes (dans les années 1950) étaient des instruments de propagande communiste anti-tibétaine. 

### Amériques

#### États-Unis
Le système éducatif aux États-Unis est décentralisé, la plupart des décisions sur le fonctionnement des écoles, les programmes et sur le financement étant prises par des instances locales : les school boards. Les programmes scolaires (curricula) sont en général établis par chaque État des États-Unis. Le gouvernement fédéral, via le département de l'Éducation des États-Unis, intervient surtout dans le financement de l’éducation. Les écoles privées élaborent leur programme librement et, dans le système public, seulement 22 États sur 50 établissent une liste de manuels recommandés. Dans la majorité des États, la liberté de choix est totale. Les assemblées législatives de chaque État fédéré établissent un socle minimum commun de connaissances dans les programmes.
Les cours sont dispensés en anglais dans les 50 États, en espagnol dans le territoire non incorporé de Porto Rico. Il n'y a pas de langue constitutionnellement officielle aux États-Unis, mais 32 des 50 États fédérés ont adopté l'anglais comme langue officielle. Le hawaïen est une deuxième langue officielle dans l'État de Hawaï, et quelque 20 langues amérindiennes ont été officialisées dans l'État d'Alaska. L'espagnol est aussi une langue officielle dans le territoire de Porto Rico, et le chamorro dans le territoire de Guam ; le français est une langue « à facilités » dans plusieurs paroisses de la Louisiane. Chaque school district, ou circonscription scolaire, a le choix de sa langue d'enseignement, mais l'anglais est le choix dans les 50 États, y compris à Hawaï et en Louisiane. Les Porto-Ricains ont choisi l'espagnol, la langue d'instruction dans ses écoles et à l'université de Porto Rico.
Quelque 90 % des élèves américains sont scolarisés dans le public.
Le système éducatif des États-Unis est décentralisé, la plupart des décisions sur les programmes et sur le financement étant prises par des instances locales : les school boards. Les programmes éducatifs sont en général établis par chaque état. Le gouvernement fédéral intervient surtout dans le financement de l’éducation.
Les écoles privées élaborent leur programme librement et dans le système public, seulement 22 États établissent une liste de manuels recommandés. Dans la majorité des États, la liberté de choix est totale. Les assemblées législatives de chaque état fédéré établissent un socle minimum commun de connaissances dans les programmes. Les programmes ne sont pas les mêmes d'un état à l'autre.
Le secondaire souffre de carences nombreuses mais l'enseignement supérieur est l'un des plus réputés du monde.

#### Canada
Alberta,  Colombie-Britannique,  Manitoba,  Nouveau-Brunswick (Français),  Terre-Neuve-et-Labrador,  Territoires du Nord-Ouest,  Nunavut,  Ontario,  Yukon, Québec : le système commence par une éducation préscolaire, puis le système primaire et secondaire compte 12 années d'étude. Le système scolaire secondaire se termine par un diplôme. Puis il y a trois voies :
- apprentissage - Formation technique et professionnelle pendant 1 à 4 années ;
- les études collégiales : pendant 1 à 4 années ;
- les études universitaires : elles commencent par un Baccalauréat de 3 à 4 ans, puis par une Maîtrise pendant 1 à 3 années et se finit par un doctorat pendant 3 ans ou plus.

 Nouveau-Brunswick (Anglais),  Île-du-Prince-Édouard,  Saskatchewan : le système débute par une éducation préscolaire, suivi par 6 ans dans le système primaire, puis 3 ans en cycle moyen, pour finir par 3 années supplémentaires dans le système secondaire. Le système scolaire secondaire se termine par un diplôme. Puis il se divise en trois voies :
- apprentissage - Formation technique et professionnelle pendant 1 à 4 années ;
- les études collégiales : pendant 1 à 4 années ;
- les études universitaires : elles commencent par un Baccalauréat de 3 à 4 ans, puis par une Maîtrise pendant 1 à 3 années et se finit par un doctorat pendant 3 ans ou plus.

 Nouvelle-Écosse : le système débute par 7 ans dans le système primaire avec la maternelle comme première année, puis 6 ans dans le système secondaire. Le système scolaire secondaire se termine par un diplôme. Puis il y a trois voies :
- apprentissage - Formation technique et professionnelle pendant 1 à 4 années ;
- les études collégiales : pendant 1 à 4 années ;
- les études universitaires : elles commencent par un Baccalauréat de 3 à 4 ans, puis par une maîtrise pendant 1 à 3 années et se finit par un doctorat pendant 3 ans ou plus.

Au Québec, l'apprentissage des deux langues officielles du pays, soit le français et l'anglais, est obligatoire. Le Québec étant officiellement francophone, le français est la langue d'enseignement de toutes les matières scolaires, sauf de l'anglais, appelé langue seconde. Cette règle est inversée pour la minorité anglo-québécoise qui administre ses propres écoles et seule à y avoir accès (Loi québécoise sur l'enseignement public et Loi 101 : dispositions sur la langue française). L'école, ou une éducation équivalente prise en charge par les parents, est obligatoire dès l'âge de 6 ans jusqu'à 16 ans. L'éducation préscolaire est la maternelle pour les 4 et les 5 ans. L'école primaire a six années (âge de 6 à 11 ans) et l'école secondaire a cinq années (âge de 12 à 16 ans) ; si l'élève n'a pas réussi son examen[Lequel ?], il redouble. Vient ensuite le cégep (collège d'enseignement général et professionnel). Unique au Canada, le cégep québécois permet aux étudiants d'effectuer un programme pré-universitaire de deux ans, permettant d'entrer en enseignement universitaire, ou un programme technique de trois ans. Le programme technique permet d'accéder au marché du travail, mais il existe une passerelle entre le programme technique et l'enseignement universitaire.

#### Argentine
Les programmes scolaires pour l'enseignement primaire et secondaire diffèrent selon les provinces. Cependant, l'apprentissage de l'anglais est obligatoire dès le second cycle scolaire. Le français, l'italien, l'allemand, le portugais, et le russe peuvent également être étudiés selon les écoles. L'enseignement primaire est obligatoire, il existe autant d'établissements publics que d'établissements privés, ces derniers étant fréquentés surtout par la classe moyenne haute ou aisée.
La scolarisation primaire d'un élève argentin moyen coûte environ 3 100 ARS à sa famille, soit 800 $US.

#### Uruguay
Les programmes scolaires pour l'enseignement primaire et secondaire sont les mêmes dans tout le pays. L'enseignement primaire en Uruguay est gratuit et obligatoire. Cependant, il existe des écoles privées à Montevideo et autres villes du pays. Le système éducatif uruguayen est quasiment le même qu'en Argentine.

#### Brésil
L'éducation scolaire est régie par législation fédérale (Lei de diretivas bàsicas, LDB 1996) et comporte deux niveaux : l'éducation de base (bàsica) et l'éducation supérieure. L'éducation de base compte trois étapes : l'éducation infantile (pré-scolaire), l'éducation fondamentale (primaire) et l'enseignement moyen (ensino médio). L'éducation fondamentale obligatoire et gratuite entre l'âge de 6 à 14 ans. Sa gratuité est garantie aussi à toute personne, y compris au-delà de l'âge qui correspond au parcours scolaire régulier. Le gouvernement fédéral (l'Uniâo) est le responsable pour l'offre éducative minimale aux deux niveaux. Cette offre est ouverte aux institutions créées et maintenues par initiative privée selon des conditions prévues dans la LDB. Le Fédéral compte sur les États, les municipalités et le secteur privé pour répondre la demande de services éducatifs aux deux niveaux.

#### Mexique
Le système éducatif au Mexique est divisé en 4 niveaux différents. Tout d’abord, les élèves fréquentent l’école primaire pendant 6 ans (Primaria), puis 3 ans au collège (Secundaria) et enfin 3 ans au lycée (Preparatoria), chez les Mexicains aussi appelés “Prepa”, “Bachillerato” ou “Bachi”. 
Le Mexique compte 95 778 écoles primaires dont 90,97 % d’entre-elles sont publiques. Celles-ci sont dirigées par le Secrétariat de l’Éducation publique (S.E.P), dirigée par Aurelio Nuño Mayer. 

### Australie
Le système éducatif en Australie relève essentiellement de la compétence des États et territoires et non du gouvernement fédéral. 
Il suit le modèle à trois niveaux qui comprend l'enseignement primaire (primary schools, école primaire), suivi par l'enseignement secondaire (middle school/high schools,  équivalents des écoles secondaires au Canada, ou des collèges et lycées en France) et l'enseignement supérieur (universities et/ou TAFE Colleges, universités et Instituts Supérieurs d'Enseignement Technique). Le Programme PISA, Programme international pour le suivi des acquis des élèves, classe, pour l'année 2016, le système australien d'éducation est au 15e rang pour la lecture, au 14e pour les Sciences et au 23e pour les mathématiques.
L'enseignement est obligatoire jusqu'à un âge déterminé par la loi; cet âge varie d'un État à un autre mais est généralement situé vers 15 ou 16 ans, soit avant la fin des études secondaires. L'enseignement post-obligatoire est réglementé par l'Australian Qualifications Framework qui organise un système unifié de diplômes nationaux dans les écoles, les Instituts Supérieurs d'Enseignement Technique ("TAFE Colleges") et les universités. 

### Moyen-Orient

#### Arabie saoudite
Le système éducatif saoudien, à la fondation de l’Arabie saoudite en 1932 était limité à un petit nombre d'écoles islamiques. Contemporainement, tous les niveaux de l'éducation sont ouverts à tous les citoyens du pays.

### Océanie

#### Nouvelle-Zélande
Le système éducatif néo-zélandais est un modèle à trois niveaux comprenant un primaire, un secondaire et un niveau universitaire ou polytechnique. L'année académique diffère en fonction des institutions, mais s'étend généralement de fin janvier à la mi-décembre pour le primaire, le secondaire et le niveau polytechnique ; et de fin février à la mi-novembre pour les universités.

## Statistiques
Plusieurs bases de données en ligne peuvent être consultées, notamment le centre de données de l’ISU et la base Edstats de la Banque mondiale.
Les indicateurs sur l’éducation proviennent de trois sources principales : les données administratives recueillies par le biais de questionnaires auprès des établissements scolaires, les enquêtes auprès des chefs d’établissements, enseignants, élèves et ménages et enfin les résultats des élèves aux examens ou évaluations standardisées.
Au niveau mondial, l’Institut de Statistiques de l’UNESCO (ISU), créé en 2001, est l’entité des Nations unies responsable de la collecte et de la diffusion des données sur l’éducation. Les informations sont collectées à travers des questionnaires adressés aux États membres, qui servent à calculer des indicateurs comparables publiés dans le Recueil Mondial de Statistiques sur l’Éducation et dans des publications thématiques. L’OCDE, avec l’aide d’Eurostat, fournit à l’UNESCO les informations pour ses États membres et publie également une série d’indicateurs dans la publication annuelle Regards sur l’éducation.
L’International Association for the Evaluation of Educational Achievement (IEA), créée en 1960, coordonne deux enquêtes internationales sur les acquis scolaires, une sur la lecture Progress in International Reading Literacy Study (PIRLS) et l’autre, sur les mathématiques et les sciences Trends in International Mathematics and Science Study (TIMSS). Pour les pays en développement, des enquêtes auprès des ménages financées respectivement par l'UNICEF et l'USAID : Multiple Indicators Cluster Survey (MICS) et Demographic and Health Survey (DHS) complètent ces informations en renseignant par exemple les dépenses d’éducation ou permettent de lier indicateurs socio-économiques avec la fréquentation de l’école.
Les indicateurs sont classés en plusieurs catégories: le niveau d’études ou d’alphabétisation de la population adulte, les taux de scolarisation calculés en divisant effectifs scolaires par la population en âge de fréquenter l’école, les indicateurs d’efficacité interne (redoublements, abandons), les mesures de la qualité bien souvent basées sur les résultats à des tests standardisés, les indicateurs d’efficacité externe (effet du diplôme sur les revenus ou la chance de trouver un emploi) et enfin les données financières renseignant sur les budgets alloués à l’éducation. L’UNESCO publie un guide détaillé sur ces indicateurs.
Tableau 1 : population entre 25 et 34 ans étant parvenue à une formation secondaire :
| Rang | Pays               |
| ---- | ------------------ |
| 1    | Corée du Sud       |
| 2    | Norvège            |
| 3    | Slovaquie          |
| 4    | Japon              |
| 5    | République tchèque |
| 6    | Suède              |
| 7    | Canada             |
| 8    | Finlande           |
| 9    | États-Unis         |
| 10   | Danemark           |
| 11   | Allemagne          |
| 12   | Autriche           |
| 13   | Nouvelle-Zélande   |
| 14   | Hongrie            |
| 15   | France             |

| Rang | Pays        |
| ---- | ----------- |
| 16   | Irlande     |
| 17   | Belgique    |
| 18   | Suisse      |
| 19   | Pays-Bas    |
| 20   | Australie   |
| 21   | Grèce       |
| 22   | Royaume-Uni |
| 23   | Luxembourg  |
| 24   | Islande     |
| 25   | Italie      |
| 26   | Espagne     |
| 27   | Pologne     |
| 28   | Portugal    |
| 29   | Turquie     |
| 30   | Mexique     |

Tableau no 2 : taux d'obtention d'un diplôme de l'enseignement secondaire dans la population en âge typique de l'obtenir :
| Rang | Pays               |
| ---- | ------------------ |
| 1    | Allemagne          |
| 2    | Grèce              |
| 3    | Norvège            |
| 4    | Japon              |
| 5    | Irlande            |
| 6    | Suisse             |
| 7    | République tchèque |
| 8    | Hongrie            |
| 9    | Danemark           |
| 10   | Pologne            |
| 11   | Finlande           |

| Rang | Pays       |
| ---- | ---------- |
| 12   | France     |
| 13   | Italie     |
| 14   | Islande    |
| 15   | Suède      |
| 16   | États-Unis |
| 17   | Luxembourg |
| 18   | Espagne    |
| 19   | Slovaquie  |
| 20   | Turquie    |
| 21   | Mexique    |

Tableau 3 : taux d'accès à l'enseignement supérieur :
| Rang | Pays             |
| ---- | ---------------- |
| 1    | Islande          |
| 2    | Nouvelle-Zélande |
| 3    | Suède            |
| 4    | Finlande         |
| 5    | Pologne          |
| 6    | Hongrie          |
| 7    | Norvège          |
| 8    | Australie        |
| 9    | États-Unis       |
| 10   | Italie           |
| 11   | Danemark         |
| 12   | Pays-Bas         |
| 13   | Corée du Sud     |

| Rang | Pays               |
| ---- | ------------------ |
| 14   | Royaume-Uni        |
| 15   | Espagne            |
| 16   | Japon              |
| 17   | Irlande            |
| 18   | Slovaquie          |
| 19   | France             |
| 20   | Suisse             |
| 21   | Allemagne          |
| 22   | Autriche           |
| 23   | Belgique           |
| 24   | République tchèque |
| 25   | Mexique            |
| 26   | Turquie            |

Tableau 4 : taux d'obtention d'un diplôme d'enseignement supérieur en trois à six ans :
| Rang | Pays        |
| ---- | ----------- |
| 1    | Australie   |
| 2    | Finlande    |
| 3    | Pologne     |
| 4    | Islande     |
| 5    | Danemark    |
| 6    | Royaume-Uni |
| 7    | Irlande     |
| 8    | Norvège     |
| 9    | Suède       |
| 10   | Hongrie     |

| Rang | Pays               |
| ---- | ------------------ |
| 11   | Japon              |
| 12   | Espagne            |
| 13   | États-Unis         |
| 14   | Italie             |
| 15   | France             |
| 16   | Slovaquie          |
| 17   | Allemagne          |
| 18   | Autriche           |
| 19   | Suisse             |
| 20   | République tchèque |
| 21   | Turquie            |